# Tobias Moser

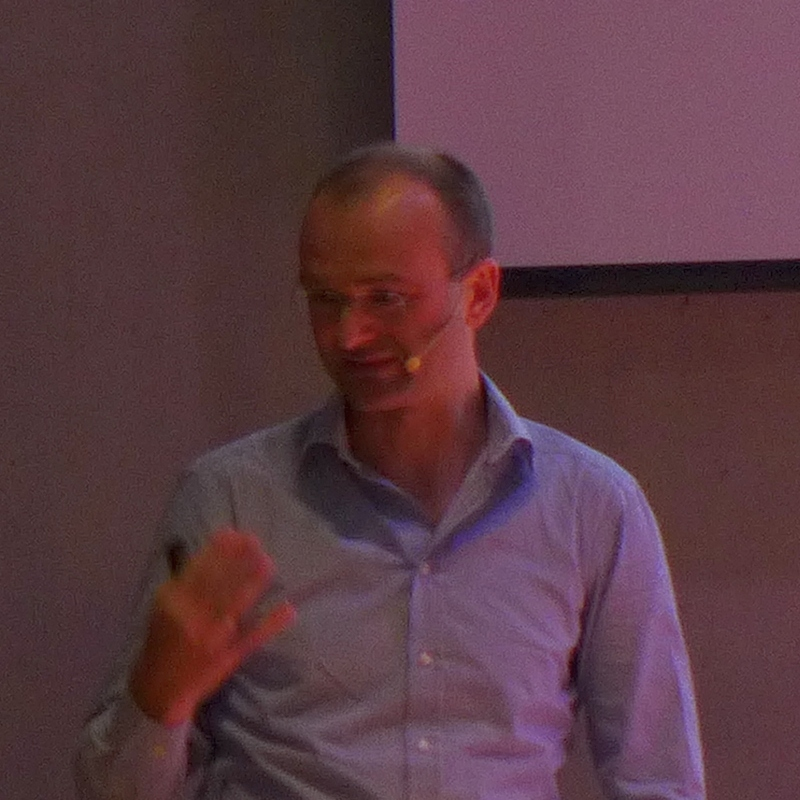
Tobias Moser (2018)

Tobias Moser (* 24. März 1968 in Görlitz) ist ein deutscher Mediziner und Neurowissenschaftler.

## Leben und Karriere
Tobias Moser schloss sein Medizinstudium in Leipzig und Jena/Erfurt mit der Promotion zum Dr. med. im Jahr 1995 ab. Darauf folgte ein Postdoc mit Erwin Neher am Max-Planck-Institut für biophysikalische Chemie von 1994 bis 1997. Dort war er von 1997 bis 2001 Nachwuchsgruppenleiter und zeitgleich mit der Hals-Nasen-Ohren-Heilkunde der Universitätsmedizin Göttingen affiliiert. Er wurde 2003 habilitiert, 2005 W2 und 2007 schließlich W3-Professor für Auditorische Neurowissenschaften an der Klinik für Hals-Nasen-Ohrenheilkunde der Universitätsmedizin Göttingen. Seit 2015 ist er Direktor des Instituts für Auditorische Neurowissenschaften an der Universitätsmedizin Göttingen. Er ist Gründungs- und Vorstandsmitglied der Göttinger Graduiertenschule für Neurowissenschaften, Biophysik und Molekulare Biowissenschaften (GGNB).
Tobias Moser ist verheiratet und hat drei Kinder.

## Wissenschaftliche Arbeitsgebiete
Tobias Moser befasst sich mit Fragestellungen der zellulären und systemischen Neuro- und Sinneswissenschaften, Biophysik, Optophysiologie und Neuroprothetik, klinischen Audiologie und Otologie.
Er erforschte die Physiologie und Anatomie von Haarzellensynapsen und deren Fehlfunktionen bei Krankheiten und leistete dabei Pionierarbeit. Moser entwickelte optogenetische Techniken, die Hoffnung auf optische Cochlea-Implantate machen. Dabei wird statt elektrischem Strom über relativ grob wirkende Elektroden ein Lichtsignal zum Stimulieren der Hörnerven benutzt. Moser und Kollegen (die mit dem Cochlea-Implantat Hersteller MED-EL zusammenarbeiteten) bauten bei Mäusen ein Kanalprotein (Channelrhodopsin 2) in Hörnerven-Membranen ein, wobei sie sich Gentherapie-Techniken (Virus-Vektor) bedienten, und regten dieses mit Licht einer Leuchtdiode an.
Er geht molekularen und zellulären Ursachen von Schwerhörigkeit nach und fand zum Beispiel, dass sie bei einer seltenen Form angeborener Schwerhörigkeit in einem defekten oder in zu geringer Anzahl vorhandenem Membranprotein (Otoferlin) liegt. Liegt hier eine Störung vor, funktioniert die Signalübertragung von den Sinneszellen des Ohres auf den Hörnerv nicht mehr gut.

## Auszeichnungen und Mitgliedschaften
Tobias Moser war Stipendiat der Studienstiftung des deutschen Volkes, gewann den Promotionspreis 1996 der Friedrich-Schiller-Universität Jena, den Marius-Tausk-Preis der Deutschen Gesellschaft für Endokrinologie 1996, den Förderpreis der Deutschen Gesellschaft für Audiologie 2001, den HFSP Young Investigator Grant Award und den Meyer-zum-Gottesberge-Preis der Deutschen Gesellschaft für Audiologie 2004, den Habilitationspreis der Universität Göttingen 2005 und 2015 schließlich den Gottfried-Wilhelm-Leibniz-Preis der Deutschen Forschungsgemeinschaft. 2015 wurde er zum Mitglied der Leopoldina gewählt. Für 2017 wurde Moser der Ernst-Jung-Preis zugesprochen und er erhielt den Wissenschaftspreis Niedersachsen.

## Schriften (Auswahl)
- mit D. Beutner: Kinetics of exocytosis and endocytosis at the cochlear inner hair cell afferent synapse of the mouse, Proc. Nat. Acad. USA, Band 97, 2000, S. 883–888
- mit Dirk Beutner, Thomas Voets, Erwin Neher: Calcium dependence of exocytosis and endocytosis at the cochlear inner hair cell afferent synapse, Neuron, Band 29, 2000, S. 681–690
- mit Thomas Voets, Thomas Südhoff, Erwin Neher, Mathijs Verhage u. a.: Munc18-1 promotes large dense-core vesicle docking, Neuron, Band 31, 2001, S. 581–592
- mit Paul A. Fuchs, Elisabeth Glowatzki: The afferent synapse of cochlear hair cells, Current Opinion in Neurobiology, Band 13, 2003, S. 452–458
- mit A. Brandt, J. Strieesnig: CaV1. 3 channels are essential for development and presynaptic activity of cochlear inner hair cells, Journal of Neuroscience, Band 23, 2003, S. 10832–10840
- mit D. Khimich u. a.: Hair cell synaptic ribbons are essential for synchronous auditory signalling, Nature, Band 434, 2005, S. 889–894
- mit A. Brandt, D. Khimich: Few CaV1. 3 channels regulate the exocytosis of a synaptic vesicle at the hair cell ribbon synapse, Journal of Neuroscience, Band 25, 2005, S. 11577–11585
- mit R. Nouvian, D. Beutner, T. Parsons: Structure and function of the hair cell ribbon synapse, Journal of membrane biology, Band 209, 2006, S. 153–165
- mit Isabelle Roux u. a.: Otoferlin, defective in a human deafness form, is essential for exocytosis at the auditory ribbon synapse, Cell, Band 127, 2006, S. 277–289
- mit  A. C. Meyer u. a.: Tuning of synapse number, structure and function in the cochlea, Nature Neuroscience, Band 12, 2009, S. 444–453
- mit Arnold Starr: Auditory neuropathy--neural and synaptic mechanisms, Nature Review Neurology, Band 12, Nr. 3, 2016, S. 135–149, PMID 26891769